# Фирджулян, Аршавир Оганесович
Аршавир Оганесович Фирджулян (в эмиграции Ара Севанян; англ. Ara Sevanian; 1915, Эривань — 4 января 2011, Лос-Анджелес) — советский и американский армянский композитор, исполнитель на каноне.
Родился в семье беженцев из Вана, откуда отец будущего композитора привёз канон. С четырёх лет начал самостоятельно играть на инструменте, позднее продолжил свои занятия у Гарегина Ханикяна:81. С 1926 года учился в классе композитора Саши Оганезашвили в Эриванской консерватории, играл в ансамблях Оганезашвили и Арама Мерангуляна. Во время учёбы в консерватории интерес музыканта к канону поддерживал музыковед Анушаван Тер-Гевондян, под его руководством Фирджулян освоил исполнение музыки в полифоническом и гомофонно-гармоническом складах:81. В конце 1939 года канонист гастролировал в Москве, где давал концерты на Всесоюзном смотре исполнителей на народных инструментах, выступление на котором принесло Фирджуляну первую премию, и Декаде армянского искусства, по итогам которой музыкант был награждён орденом Трудового Красного Знамени (04.11.1939 — «за выдающиеся заслуги в деле развития армянского театрального и музыкального искусства»).
После нападения Германии на СССР Фирджулян был призван в Красную армию, где служил в составе 31-й стрелковой дивизии. Несколько месяцев спустя он был взят в плен близ Самбека. По воспоминаниям Фирджуляна, попав в плен, он содержался в лагерях в Мариуполе и Кельце. Пройдя через несколько мест заключения, в конце 1942 года Фирджулян оказался в Вустрау, лагере для переподготовки военнопленных, где ему было позволено заниматься музыкой. Получив новый канон, он вошёл в состав ансамбля, исполнявшего музыку для нацистского руководства. После войны через иранское консульство Фирджулян получил документы на имя Ары Севаняна. Под новым именем он жил в Мюнхене и Штутгарте, в котором руководил армянскими музыкальными группами Лагеря для перемещённых лиц и изучал композицию у Георга фон Альбрехта.
В 1948 году Севанян переехал в Калифорнию. Сперва Севанян зарабатывал на жизнь неквалифицированным наёмным трудом, позже открыл собственный кафетерий в Ван-Найсе, руководил им до 1987 года. Одновременно он продолжал заниматься музыкой, за годы жизни в Америке музыкант создал более 150 сочинений, среди которых были симфонии, камерные пьесы, произведения для канона в сопровождении фортепиано и оркестра. Турецкая исследовательница и исполнительница на каноне Э. Беркман отмечает, что сочинения Севаняна сделали вклад в становление канона в качестве солирующего оркестрового инструмента, однако вместе с тем не были известны в Армении до распада Советского Союза:140, 170. Сочинения композитора интерпретировали дирижёры Джеймс Домин и Вахтанг Жордания, симфонические пьесы Севаняна во время тура по США также исполнял советский композитор и дирижёр Арам Хачатурян:6. 4 января 2011 года Ара Севанян умер в Лос-Анджелесе.